# Avalonská exploze

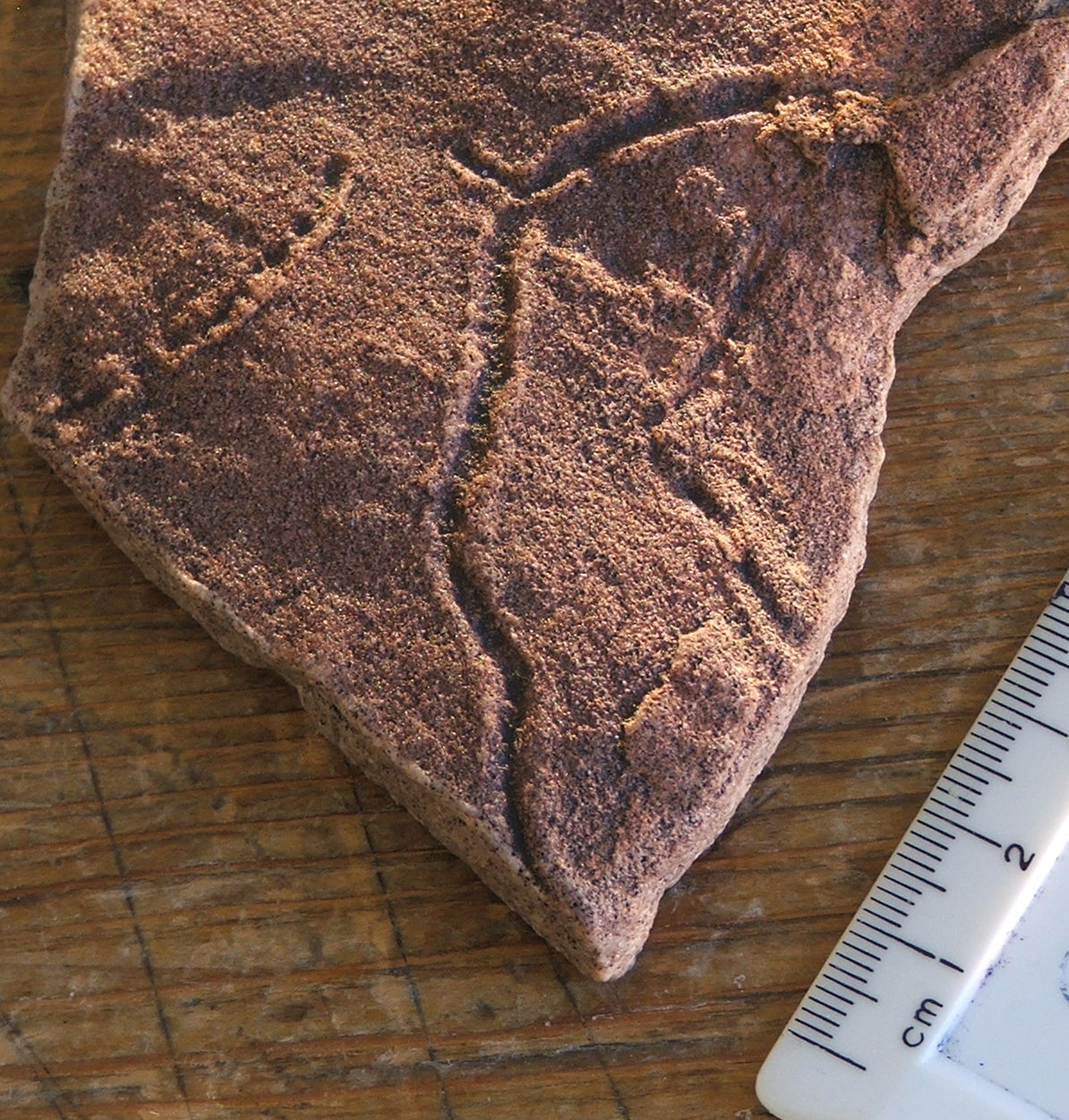
Fosilie ediakarské fauny

Avalonská exploze je označení pro navrhovanou evoluční radiaci ediakarské fauny. Odehrála se zhruba před 575 miliony lety v období ediakary, tedy asi 33 milionů let před kambrickou explozí. Pojmenována je podle avalonského poloostrova.
Koncept avalonské exploze byl navržen paleontology z Virginia Polytechnic Institute and State University v roce 2008. Objev ukazuje, že podobných explozí tehdy mohlo proběhnout vícero. Diskuze o jejich analýze ale stále pokračuje.